# Armoriale dei comuni della Finlandia centrale
Questa pagina contiene le armi (stemma e blasonatura) dei comuni finlandesi appartenenti alla regione della Finlandia centrale.
|  | Finlandia centrale d'argento, al gallo cedrone di nero, imbeccato e illuminato di rosso |

## Comuni e città attuali
| Stemma | Nome del comune e blasonatura |
| ------ | --- |
|        | Hankasalmi Mustassa kentässä aaltokoroinen hopeahirsi, jossa punainen vitsahankain (di nero, alla fascia ondata d'argento, caricata di uno scalmo di rosso) |
|        | Joutsa Punaisessa kentässä kuusikoroinen tyviö sekä hirsittäinen jousi, jonka päällikkeenä paaluittainen nuoli, jousen jänne ja nuolen kärki ja sulat kultaa, muu hopeaa (di rosso, alla campagna d'argento a rami d'abete, sormontata da un arco dello stesso, cordato d'oro, incoccato da una freccia del secondo, armata e impennata del terzo)                                                  |
|        | Jyväskylä Jaettu kilpi, jonka yläkentässä on hopeanvärinen merkurion sauva sinisellä pohjalla ja alakentässä hopeanvärisellä pohjalla luonnonvärisenä sisäjärviveneen keula suoraan edestä katsottuna sekä sen alla kolme sinistä aaltoviivaa. (troncato d'azzurro, al caduceo d'argento, e d'argento, alla barca lacustre al naturale, vista di fronte, sostenuta da tre burelle ondate d'azzurro) |
|        | Jyväskylän maalaiskunta Punaisessa kentässä hammaspyörän puolikas, yläpuolella kolme tähkää, kaikki kultaa. (di rosso, alla mezza ruota dentata sormontata da tre spighe ordinate in fascia, il tutto d'oro) |
|        | Jämsä Punaisessa kentässä nauhalla sidottu nuolikimppu, nuolet hopeaa, kärjet, sulat ja nauha kultaa; nuolikimppua ympäröi reunuksittainen hopeinen ketju. (di rosso, al fascio di sette frecce d'argento armate e impennate d'oro, legato dello stesso, circondato da una catena d'argento disposta in orlo)                                                                                       |
|        | Jämsänkoski Punaisessa kentässä siilinrauta, jota ympäröi reunuksittain ketju, molemmat hopeaa. (di rosso, al ferro da mulino d'argento, circondato da una catena dello stesso disposta in orlo) |
|        | Kannonkoski Punaisessa kentässä aaltokoroinen tyviö ja sen yläpuolella kanto; kaikki hopeaa. (di rosso, alla campagna ondata d'argento sormontata da un tronco sradicato dello stesso) |
|        | Karstula Punaisessa kentässä hopeinen, ankkuriristin muotoinen lukonhela, keskellä avaimenreikä. (di rosso, alla croce ancorata d'argento, forata da un buco di serratura) |
|        | Keuruu Hopeanväriseen ylälakioon sijoitettu musta kirkkovene ja punaisessa alakentässä ristikkäin olevat puintivarstat. (di rosso, a due correggiati d'argento posti in decusse, con le calocchie cadenti; al capo d'argento caricato di una "barca da chiesa" di nero) |
|        | Kinnula Hopeakentässä kolme oksakoroista, musta-punakatkoista vastapalkkia. (d'argento, a tre sbarre noderose troncate nel verso della banda di nero e di rosso) |
|        | Kivijärvi Hopeakentässä punainen, alapuoleltaan aaltokoroinen irtohirsi, jolla seisoo musta, punavaruksinen kukko. (d'argento, alla fascia abbassata scorciata, ondata verso la punta, di rosso, sostenente un gallo di nero, armato, imbeccato, crestato e bargigliato di rosso) |
|        | Konnevesi Punaisessa kentässä hopeiset tukkisakset. (di rosso, alla pinza di legno d'argento rivolta in alto) |
|        | Korpilahti Kultaisessa kilvessä musta, aaltokoroinen vastapalkki, jossa alatusten kolme lentävää hopeista, punavaruksista joutsenta. (d'oro, alla sbarra ondata di nero, caricata da tre cigni soranti d'argento, imbeccati e membrati di rosso, posti in palo e ordinati nel senso della pezza) |
|        | Kuhmoinen Hopeakentässä kolme punaista, yläreunaltaan aaltokoroista hirttä (d'argento, a tre fasce di rosso ondate superiormente) |
|        | Kyyjärvi Sinisessä kentässä aaltokoroinen vasen pieli ja luikerteleva käärme, kaikki hopeaa (d'azzurro, alla vipera d'argento ondeggiante in palo, addestrato ondato dello stesso) |
|        | Laukaa Hopeakentässä punainen sydän, josta kasvaa kolmihaarainen vihreä havunoksa (d'argento, al ramo triforcato di verde nascente da un cuore di rosso) |
|        | Luhanka Vihreässä kentässä kävelevä, hopeinen, kultavaruksinen mäyrä, jonka saatteena kolme kultaista, naulakantaista kaarisakararistiä, kaksi yläpuolella, yksi alapuolella. (di verde, al tasso passante al naturale, unghiato d'oro, accompagnato da tre crocette patenti dello stesso dal gambo aguzzo)                                                                                         |
|        | Multia Mustassa kentässä keltainen muurahainen. (di nero, alla formica d'oro) |
|        | Muurame Punaisessa kentässä on kultamarjainen, muuten kokonaan hopeinen suomuurain. (di rosso, al lampone artico d'argento, fruttato d'oro) |
|        | Petäjävesi Hopeakentässä punaisen aaltokoroisen tyviön yläpuolella musta petäjä. (d'argento, al pino sradicato di nero sostenuto da una campagna ondata di rosso) |
|        | Pihtipudas Hopeaan ja mustaan nelitahkoisen kilven toisessa ja kolmannessa kentässä hopeiset nuolenkärjet. (inquartato in decusse: nel 1° e 4° d'argento; nel 2° e 3° di nero, alla punta di freccia d'argento) |
|        | Pylkönmäki Hopea-sinisessä kuusikorokatkoisessa kilvessä kaarellinen kultatyviö, saatteena hopeisessa yläkentässä sininen kreikkalainen risti (d'azzurro, alla campagna convessa d'oro; col capo d'argento delimitato da una linea di partizione ad abeti e caricato da una crocetta del campo) |
|        | Saarijärvi Hopeakentässä kolme yläreunoiltaan sahakoroista hirttä, joista keskimmäinen punainen, toiset mustia (d'argento, a tre fasce indentate superiormente, la prima e la terza di nero, quella centrale di rosso) |
|        | Toivakka Vihreässä kentässä kylväjä hopeavaatteissa; kylvövakka hihnoineen ja virsut kultaa. (di verde, al seminatore di carnagione vestito d'argento, capelluto d'oro, con i calzari di scorza di betulla, il cestino delle sementi e la tracolla dello stesso) |
|        | Uurainen Vihreässä kentässä kultainen kaarikoroinen kärki, jossa vihreä suksisauvan sompa (d'oro, al cerchio per racchetta da sci di verde, mantellato dello stesso) |
|        | Viitasaari Punaisessa kentässä seitsemän kokonaan hopeista uivaa muikkua asetettuina 1+2+1+2+1. (di rosso, a sette coregoni bianchi d'argento 1, 2, 1, 2, 1) |
|        | Äänekoski Sinisessä kentässä kolme lentävää hopeakurkea, keskenään järjestettyinä oikealle suunnatun kärjen tapaan. (d'azzurro, a tre gru volanti d'argento ordinate in scaglione coricato) |

## Municipalità disciolte e vecchie blasonature
| Stemma | Nome del comune e blasonatura |
| ------ | --- |
|        | Konginkangas Hopeakentässä vihreä hirsi, jossa kultainen vene. (d'argento, alla fascia di verde, caricata da una barca d'oro) |
|        | Koskenpää Puna-hopeakatkoisessa kilvessä reunuksittain vuorovärinen ketju ja yläkentässä hopeinen vesipyörän yläpuolisko. (troncato di rosso, alla mezza ruota da mulino d'argento, e d'argento; alla catena posta in orlo dell'uno all'altro) |
|        | Leivonmäki Punaisessa kentässä hopeinen kaarityviö, jolla seisoo kultainen leivonen siivet ja oikea jalka koholla (di rosso, all'allodola sorante d'oro, sostenuta da una campagna convessa d'argento)                                         |
|        | Pihlajavesi Hopeakentässä vihreä pihlaja, marjat punaiset. (d'argento, al sorbo sradicato di verde, fruttato di rosso) |
|        | Sumiainen Sinisessä kentässä sirotteisesti neljätoista hopeapisaraa asetettuna 4+3+4+3. (d'azzurro, a quattordici gocce d'acqua poste 4, 3, 4, 3)                                                                                              |
|        | Suolahti Sinisessä kentässä kolme lentävää hopeakurkea, keskenään järjestettyinä oikealle suunnatun kärjen tapaan. (d'azzurro, a tre gru volanti d'argento ordinate in scaglione coricato)                                                     |
|        | Säynätsalo Punaisessa kentässä ulkoreunaltaan sakaroinen rengas, josta kasvaa sisäpuolelle kuusenoksa; kaikki hopeaa. (di rosso, alla ruota dentata dal cui orlo interno nasce un ramo d'abete, il tutto d'argento)                            |
|        | Äänekosken maalaiskunta Hopeakentässä reunoihin ulottuva punainen jousikaarisilta. (d'argento, al ponte arcuato di rosso esteso dal fianco destro al sinistro)                                                                                 |
|        | Äänekoski (fino al 2006) Mustassa kentässä aaltokoroinen hopeapalkki, jossa kolme hirsittäistä, punaista torvea hihnoineen. (di nero, alla banda ondata d'argento, caricata da tre corni da caccia di rosso posti in fascia)                   |